# Neotamias ruficaudus
Tamias ruficaudus (Бурундук червонохвостий) — звичайний північноамериканський вид бурундуків.

## Морфологічні особливості
Самиці в середньому на 3% більші самців. Загальна довжина 197—237 мм, хвіст 85—115 мм, задні ступні 30—36 мм, вуха 13—19 мм, вага 44—79 гр, вага новонароджених 2.3 гр.
Цей великий бурундук має оранжувату спину й 5 від чорного до коричневого кольору смуг на ній, розділеними чотирма від сіруватого до жовтувато коричнюватого кольору смугами. Забарвлення черева від білого до кремового. Нижня частина хвоста червонувата. Зубна формула: різців 1/1, ікла 0/0, премоляри 2/1, моляри 3/3, загалом 22 зуба.

## Поширення
Країни проживання: Канада (Альберта, Британська Колумбія), США (Айдахо, Монтана, Вашингтон). Живе на висотах 720—2400 м над рівнем моря. Мешкає в різних типах хвойних лісів і рідколісних масивів.

## Життя
У першу чергу наземний, а також піднімається на дерева. Гнізда робить в чагарниках або на деревах, в щілинах між валунами, під палою старою колодою або в землі. Раціон включає насіння і плоди різних дерев і чагарників, а також листя і квіти різних трав, ймовірно, також гриби. Активність головним чином з квітня по жовтень; прокидається періодично взимку годуватися з запасу їжі.
Період розмноження в кінці квітня чи в травні, раніше на низьких висотах і може продовжуватись до кінця серпня на півночі. Вагітність триває близько місяця. Розмір виводку зазвичай 4-6. Молодь з'являється над землею приблизно за 39-45 днів (у липні). Деякі екземпляри живуть до 6-8 років у дикій природі.